# Autobahn Yangzhou–Liyang
Die Autobahn Yangzhou–Liyang oder Yangli-Autobahn (chinesisch 扬溧高速公路, Pinyin Yánglì gāosù gōnglù, englisch Yangli Expressway), chin. Abk. G4011, ist eine regionale Autobahn in der Provinz Jiangsu im Osten Chinas. Die 134 km lange Autobahn zweigt bei Yangzhou von der Autobahn G40 ab und führt in südlicher Richtung über Zhenjiang bis Liyang.